# Fred Jones

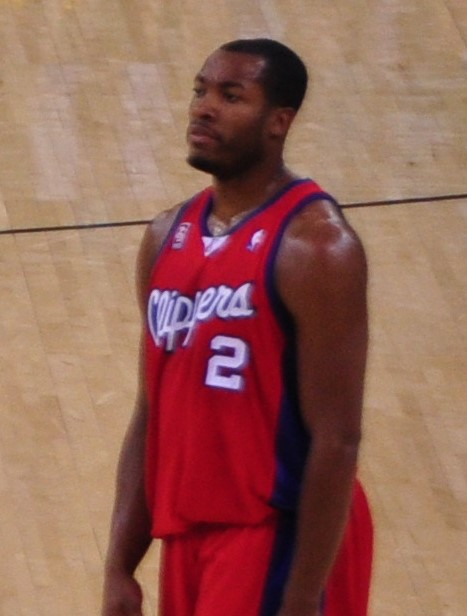
Fred Jones (2009)

Frederick Terrell „Fred“ Jones (* 11. März 1979 in Malvern, Arkansas) ist ein ehemaliger US-amerikanischer Basketballspieler, der den Großteil seiner Profikarriere in der NBA aktiv war.
2004 gewann er den Slam Dunk Contest beim NBA All-Star-Weekend, als er für die Indiana Pacers aktiv war. Jones hatte jedoch kaum Chancen, sich bei den Pacers durchzusetzen, da andere Guards, wie Jamaal Tinsley oder Stephen Jackson bevorzugt wurden. Aus diesem Grund verlängerte Jones seinen Vertrag nicht weiter.
Da es den Toronto Raptors an Guards fehlte, musste das Management des Teams handeln. So kamen sie auf Jones, welcher dies als Chance sah, um in der NBA Fuß zu fassen. Jones stimmte bei den Vertragsverhandlungen direkt zu. Nach einer starken Anfangsphase beim Team aus Kanada wurde Jones im Januar 2007 jedoch kaum mehr eingesetzt.
Am 21. Februar 2007, am Tag der Trade Deadline, wurde Jones schließlich von den Raptors im Tausch für Guard Juan Dixon an die Portland Trail Blazers abgegeben. Nach der Saison 2006/07 wurde er auch von den Blazers weitergereicht.
Am 28. Juni 2007 wurde Jones zusammen mit Zach Randolph, Dan Dickau und den Draftrechten an Demetris Nichols, im Tausch für Steve Francis, Channing Frye und einem Zweitrunden-Draftpick für den NBA-Draft 2008 zu den New York Knicks transferiert. Dort spielte Jones eine Saison lang. Es folgte eine kürzere Station bei den Los Angeles Clippers sowie zwei Engagements im Ausland, in Italien und China.